# Mount Kosciuszko
De Mount Kosciuszko bevindt zich in New South Wales en is met 2228 m de hoogste berg van het Australische vasteland. De berg is onderdeel van het Groot Australisch Scheidingsgebergte en bevindt zich in het Nationaal park Kosciuszko.
Deze berg is overigens niet de hoogste berg van Australië. Dat is de 2745 m hoge Mawson Peak op het Heardeiland in de Indische Oceaan.
De eerste beklimming in 1834 door Lhotsky werd niet als zodanig erkend, wel de beklimming door Strzelecki in 1840. Deze Poolse ontdekkingsreiziger was ook de naamgever: de berg werd, naar de Grafheuvel van Kościuszko, vernoemd naar de Poolse vrijheidsstrijder Tadeusz Kościuszko. De berg was waarschijnlijk eerder voorheen al bedwongen door de oorspronkelijke bewoners van Australië.
In eerste instantie werd de Angelsaksische spelling van zijn naam gebruikt en werd de berg als "Mount Kosciusko" gespeld. In 1997 werd de huidige (Poolse) spelling aangenomen door de geografische naamgevingsorganisatie van New South Wales.

## Naamgeving en omwisseling
Bij diverse metingen bleek dat de berg die oorspronkelijk "Mount Kosciuszko" werd genoemd ("ongeveer 7300 voet"), een stukje lager was (7266 voet) dan zijn buurman, Mount Townsend (7328 voet). Om ervoor te zorgen dat de hoogste piek van Australië Mount Kosciuszko zou blijven, heeft het New South Wales Lands Department de namen omgewisseld. De berg die dus oorspronkelijk Mount Kosciuszko heette, heet nu Mount Townsend en vice versa. Het schilderij van Eugene von Guerard dat in de National Gallery of Australia hangt met de titel Northeast view from the northern top of Mount Kosciusko is dan ook eigenlijk vanaf de huidige Mount Townsend geschilderd.
Sommige dieren zijn vernoemd naar de berg, zoals de hagedis Eulamprus kosciuskoi. Deze skink komt endemisch voor op Mount Kosciuszko.

## Beklimmen
Hoewel Mount Kosciuszko de hoogste berg van Australië is, is hij net als de meeste hoge pieken van het Australisch vasteland niet erg moeilijk te beklimmen. Er loopt een weggetje vanuit de Charlotte Pass, vanwaar het een tocht van 8 kilometer is naar de top. Het wandelpad naar Mount Kosciusko was tot 1976 toegankelijk voor gemotoriseerd verkeer, maar dat is daar nu niet meer toegestaan vanuit milieuoverwegingen. Het kan nog wel gebruikt worden door fietsers, tot aan de Rawson Pass - vanwaar de tocht te voet kan worden vervolgd.
De piek kan ook worden benaderd vanuit Thredbo, vanwaar het slechts 6,5 kilometer is. Ook dit is geen moeilijke tocht en er is gedurende het hele jaar een stoeltjeslift beschikbaar. Vanaf de lift is er een verhoogde wandelroute naar de top om de natuur te beschermen. Beide routes komen samen bij Rawson Pass, vanwaar de laatste klim kan worden ondernomen.
In Rawson Pass staat het hoogste publieke toilet van Australië (2100 m). Aangezien er anno 2007 meer dan 100.000 mensen de berg ieder jaar bezoeken, wordt afvalverwerking een groeiend probleem.
De top en het omliggende terrein is bedekt met sneeuw in de winter en lente (gewoonlijk van juni tot oktober). De weg vanuit Charlotte Pass en het pad vanuit Thredbo zijn gemarkeerd en kunnen gebruikt worden door skiërs.
| North Ramshead · Kosciuszko summit, obscured by clouds · Etheridge Range · Mount Clarke (Mount Townsend is behind it) · Kangaroo Ridge · Snowy River headwaters · Snowy River headwaters · Snowy River headwaters | |
| \| North Ramshead Mount Kosciuszko summit (achter de wolk)) Etheridge Range \| Mountt Clarke (Mount Townsend ligt hierachter) Kangaroo Ridge, Charlotte Pass Snowy River headwaters \|                            | |
| North Ramshead Mount Kosciuszko summit (achter de wolk)) Etheridge Range | Mountt Clarke (Mount Townsend ligt hierachter) Kangaroo Ridge, Charlotte Pass Snowy River headwaters |

Uitzicht vanaf de top richting Mount Townsend

Kosciuszko National Park is ook de locatie van de skigebieden het dichtst bij Canberra en Sydney. Er bevinden zich de skiresorts Thredbo, Charlotte Pass en Perisher Blue.
In december vindt ieder jaar een ultramarathon plaats onder de naam Coast to Kosciuszko - vanaf de kust tot aan de top van Mount Kosciuszco - een afstand van 240 kilometer.